# Нова македонска борба
Нова македонска борба (НМБ) е националноосвободителна организация на българите в Македония.

## История
Причина за поява на организацията е разтурянето на ВМРО след Деветнадесетомайския преврат. Основана е в София на 23 октомври 1937 година от революционно настроените младежи Васил Бъчваров, Мильо Григоров и Георги Милушев, а след това са привлечени още Гого Големехов, Йосиф Нестеров, Иван Терзиев и Никола Нестеров. Започват издаването на нелегален едноименен вестник. Постепенно към тях се присъединяват Коста Ризов, Атанас Пашков, Кръстьо Рашев, Георги Димчев и Спанчевски от Кюстендил, които заедно с Васил Бъчваров влизат в оперативното ръководство на организацията. Членската ѝ маса наброява около 1000 души.
През 1942 година Иван Михайлов кани Васил Бъчваров на среща в Хърватия и му предлага парични средства за целите на НМБ, но те са отказани. Връзките между Иван Михайлов и членовете на НМБ обаче зачестяват и те подпомагат с изпратени военни кадри от България създаването на чети на т. нар. „Охрана“ във Воденско, Южна Македония. След средата на 1944 година Васил Бъчваров и Атанас Пашков се изтеглят във Вардарска Македония и участват във формирането на Шестнадесета македонска ударна бригада, след което се прибират в България, а организацията формално престава да съществува през 1945 година.